# 拉赛达
拉赛达，是西班牙阿拉贡自治区萨拉戈萨省的一个市镇。 总面积17平方公里，总人口584人（2001年），人口密度34人/平方公里。